# Hsieh Yu-hsing
Hsieh Yu-Hsing (født 23. juli 1983 i Taiwan) er en taiwansk badmintonspiller. Han har ingen større internationale mesterskabs titler, men kvalificerede sig til VM i 2007. Hsieh Yu-Hsing var udtaget til at repræsentere Kinesiske Taipei under Sommer-OL 2008, hvor han overaskende kom til kvartfinalen hvor han tabte til Chen Jin fra Kina.